# Раздорское сельское поселение (Ростовская область)
Раздорское сельское поселение — муниципальное образование в Усть-Донецком районе Ростовской области.
Административный центр поселения — станица Раздорская.

## Население
| 2010  | 2012  | 2013  | 2014  | 2015  | 2016  | 2017  | 2018  | 2019  |
| ----- | ----- | ----- | ----- | ----- | ----- | ----- | ----- | ----- |
| 2203  | ↘2168 | ↘2139 | ↘2092 | ↘2056 | ↘2042 | ↘2030 | ↘2005 | ↘1990 |
| 2020  | 2021  | 2022  |       |       |       |       |       |       |
| ↘1967 | ↘1934 | ↘1899 |       |       |       |       |       |       |

## Достопримечательности
- Памятник атаману Войска Донского Максиму Григорьевичу Власову.
- Доме торгового казака Устинова (1914 г.).
- Казачий курень казака Енкина (кон. XIX в.).
- Храм Донской иконы Божией Матери.
- Здание училища третьего разряда, основанного в 1863 годе. Памятник архитектуры девятнадцатого века. Охраняется государством.

## Состав поселения
- станица Раздорская;
- хутор Коныгин.